# Muka Blang
Muka Blang is een bestuurslaag in het regentschap Aceh Barat Daya van de provincie Atjeh, Indonesië. Muka Blang telt 586 inwoners (volkstelling 2010).